# Comuna Turia, Covasna
Turia (în maghiară Torja, în germană Torian) este o comună în județul Covasna, Transilvania, România, formată din satele Alungeni și Turia (reședința).

## Așezare
Comuna Turia este situată în partea nodică a județului Covasna cu județul Județul Harghita, și are ca vecini în est comuna Sânzieni și orașul Târgu Secuiesc, în vest comuna Malnaș, în sud-vest comuna Bodoc, în sud Cernat iar în nord Băile Tușnad.

## Demografie
Componența etnică a comunei Turia
     Maghiari (93,93%)
     Români (1,08%)
     Alte etnii (0,5%)
     Necunoscută (4,5%)
Componența confesională a comunei Turia
     Romano-catolici (82,83%)
     Reformați (10,57%)
     Alte religii (1,74%)
     Necunoscută (4,86%)
Conform recensământului efectuat în 2021, populația comunei Turia se ridică la 3.622 de locuitori, în scădere față de recensământul anterior din 2011, când fuseseră înregistrați 4.027 de locuitori. Majoritatea locuitorilor sunt maghiari (93,93%), cu o minoritate de români (1,08%), iar pentru 4,5% nu se cunoaște apartenența etnică. Din punct de vedere confesional, majoritatea locuitorilor sunt romano-catolici (82,83%), cu o minoritate de reformați (10,57%), iar pentru 4,86% nu se cunoaște apartenența confesională.

## Politică și administrație
Comuna Turia este administrată de un primar și un consiliu local compus din 13 consilieri. Primarul, Attila Daragus[*], de la Uniunea Democrată Maghiară din România, este în funcție din 2008. Începând cu alegerile locale din 2024, consiliul local are următoarea componență pe partide politice:
|  | Partid                                 | Consilieri | Componența Consiliului | Componența Consiliului | Componența Consiliului | Componența Consiliului | Componența Consiliului | Componența Consiliului | Componența Consiliului | Componența Consiliului | Componența Consiliului | Componența Consiliului | Componența Consiliului | Componența Consiliului | Componența Consiliului |
|  | -------------------------------------- | ---------- | ---------------------- | ---------------------- | ---------------------- | ---------------------- | ---------------------- | ---------------------- | ---------------------- | ---------------------- | ---------------------- | ---------------------- | ---------------------- | ---------------------- | ---------------------- |
|  | Uniunea Democrată Maghiară din România | 13         |                        |                        |                        |                        |                        |                        |                        |                        |                        |                        |                        |                        |                        |

## Scurt istoric
Săpăturile arheologice făcute de-a lungul timpului pe teritoriul satelor ce aparțin actualei comune Turia aduc dovezi ale unor locuiri încă din cele mai vechi timpuri, astfel în satul Alungeni, în locul numit "Piatra" s-a descoperit o așezare neolitică, lîngă pădurea "Capătul Stejarului" una eneolitică iar la "Fântâna Sărată" o așezare dacică din a doua epocă a fierului, cu vetre de pământ și pietre. În acest loc s-a descoperit și un tezaur format din 148 denari romani republicani, precum și mai multe fragmente ceramice lucrate cu mâna.
În grădina conacului Apor, din satul Turia, au fost dezvelite resturile unor așezării aparținând culturii Srarčevo-Criș, o așezare din epoca bronzului, Hallstatt, La Téne dacic și o așezare din evul mediu timpuriu, secolul al XII-lea și secolul al XIII-lea. Lângă satul Turia, pe un deal se află ruinele cetății Bálványos iar în urma explorărilor, pe baza studierii materialului și a elementelor de construcții descoperite, donjonul a fost încadrat în sec. XII-XIII. Lângă cimitirul roman-catolic din Turia s-a descoperit materiale ceramice aparținând culturilor Coțofeni, Schneckhenberg și Wietenberg, precum și două locuințe atribuite perioadei dacice din sec. IV-III î.e.n.

## Ecomomie
Economia comunei este bazată pe activități în domeniul prelucrării lemnului, comerțului și agroturismului, activitățile principale rămân însă agricultura prin cultivarea terenurilor, creșterea animalelor și exploatarea fânețelor.

## Atracții turistice
- Biserica reformată din satul Turia, secolul al XVI-lea
- Castelul Apor din Turia
- Cetatea Bálványos, coordonate: 46.113694, 25.965243
- Izvoarele de apă minerală din comună
- Valea Iadului, rezervație naturală
- Grota sulfuroasă, mofetă, coordonate: 46.119807, 25.948498
- Tinovul Buffago, mlaștină oligotrofă

## Personalități născute aici
- Péter Apor (1676 - 1752), scriitor secui.